# John Kwakerfeller
John Kwakerfeller (oryg. John D. Rockerduck Jr.) - fikcyjna postać stworzona przez Carla Barksa, należąca do Uniwersum Sknerusa McKwacza. Swoją popularność wśród fanów komiksów o Kaczorze Donaldzie zawdzięcza głównie włoskim twórcom komiksów, ponieważ u Barksa pojawił się tylko raz. Był to jeden z nielicznych jego występów, w którym nazywano go pełnym nazwiskiem, razem z imieniem.
Kwakerfeller jest rywalem Sknerusa McKwacza i pełni podobną rolę, co Granit Forsant, jednak w przeciwieństwie do wyżej wymienionych kaczorów, którzy sami zapracowali na swoje majątki, Kwakerfeller odziedziczył całą fortunę po swoim ojcu, jest z tego powodu częstym obiektem kpin Sknerusa i Forsanta którzy postrzegają go jako rozpieszczonego żółtodzioba bez życiowego doświadczenia i często w ogóle nie traktują poważnie w rywalizacji o interesy. Należy do Kaczogrodzkiego Klubu Miliarderów. W rankingu najbogatszych kaczorów jest na trzeciej pozycji, choć czasami błędnie uznawany za odpowiednik Forsanta, ustępuje w tej sferze jedynie Sknerusowi. Niewiele wiadomo o rodzinie Johna Kwakefelera, znany jest tylko jego ojciec, Howard Kwakerfeller senior i matka nieznana z imienia oraz wuj, Samuel Kwakerfeller.
W kilku komiksach z serii Gigant Poleca Kwakerfeller nazwany był imieniem swojego ojca - Howard. Jest to błąd tłumacza; prawdopodobnie uznał on, że postać musi mieć jakieś imię i na siłę próbując mu je nadać skojarzył [Johna D.] Kwakerfellera, błędnie, z jego ojcem. Sknerus McKwacz nazywa go często "miliarderem za dychę" lub "żółtodziobem". Kwakerfeller nazywa natomiast McKwacza "starym centusiem".
Podobnie jak lokajem Sknerusa jest Harpagon, Kwakerfeller też ma służącego - Lizoosa (ang. Jeeves). Lizoos jest zwykle głupi i nie rozumie planów swojego szefa. Ma czarne włosy i czerwoną, niebieską, lub czarną marynarkę. Czasem udaje mu się zaprzyjaźnić z Harpagonem.
Według Dona Rosy w drzewie genealogicznym Kwakerfeller jest spokrewniony z McKwaczem przez Pulardę Drób, babkę od strony ojca, której siostra wyszła za mąż za Malcolma Kwakerfellera, ojca Howarda.